# نئوفمینیسم
نئوفمینیسم تصویر در حال ظهور زنانی را توصیف می‌کند که به وسیلهٔ اکتساب ویژگی‌هایی که به‌طور معمول زنانه است، از طریق ادای احترام، به ادعاهای برابری با مردان ظاهر می‌شود. این اصطلاحی است که از اوایل قرن ۲۱ به کار گرفته شده و به یک روند فرهنگ محبوب تبدیل شده‌است، چیزی که منتقدان از آن به عنوان نوعی فمینیسم ماتیکی می‌بینند که زنان را به نقش‌های کلیشه‌ای محدود می‌کند، در حالی‌که از طریق موج دوم فمینیسم در دهه‌های ۱۹۶۰ و ۱۹۷۰ آزادی‌های فرهنگی زنان را به‌طور خاص به دست می‌آورد.

## ریشه
این اصطلاح از زمان آغاز موج دوم فمینیسم مورد استفاده قرار گرفته‌است، به‌طور گسترده‌ای به هر گونه ابراز فعالیت‌های فمینیستی اخیر اشاره دارد که عمدتاً به منظور تشخیص آن از موج اول فمینیسمِ زنان خواهان حق رأی، استفاده می‌شود.
این اصطلاح در عنوان یک کتاب پرفروش در سال ۱۹۸۲ توسط ژاک جفیر در مورد فمینیست فرانسوی سیمون دوبووار، Le Neo-Feminisme de Simone de Beauvoir (پاریس: Denoel / Gonthier 9782282202945) استفاده شد. جفیر از این اصطلاح برای تمایز بین دیدگاه‌های دوبوووار از نویسندگان توصیف شده به عنوان "نئوفیمینیست" استفاده می‌کند؛ مانند نظریه‌پرداز ادبی، لوس ایریگاری، که در نوشته‌های خود نشان داد، زنان دارای زنانه بودن اساسی هستند که می‌توانند در میان راه‌های دیگر، خود را در "نوشتار زنانه" نشان دهند.
سلین ت. لن نوشته است: تنها می‌توان از تحسین افکار اگزیستانسیالیستی [دوبووار] به عنوان تعبیری از نوعی فمینیسم که لوس ایریگاری در" Ce sexe qui n'en est pas un " با آن مخالفت می‌کند، تشخیص داد: "زنی که به سادگی با مردان برابر است شبیه آن‌ها است و بنابراین او دیگر زن نیست."